# فولاذ مقاوم للصدأ
الفولاذ المقاوم للصدأ، المعروف أيضًا باسم "إنوكس" (Inox) أو الفولاذ المقاوم للتآكل (CRES) أو الفولاذ غير القابل للصدأ (بالإنجليزية: ستانلس ستيل)، هي سبيكة أساسها الحديد تحتوي على الكروم، مما يجعلها مقاومة للصدأ والتآكل، وذلك بسبب احتوائه على نسبة 11% أو أكثر من الكروم، الذي يُشكّل طبقة سلبية (غير نشطة) على سطحه تحمي المادة ويمكنها التجدد ذاتيًا عند التعرض للأكسجين.
يمكن تحسين خصائص الفولاذ المقاوم للصدأ بإضافة عناصر أخرى مثل الموليبدينوم، الكربون، النيكل، والنيتروجين، لتناسب تطبيقات صناعية مختلفة.
تُعد خصائص هذه السبيكة، مثل اللمعان والمقاومة العالية للتآكل، مفيدة في العديد من الاستخدامات. يمكن تشكيل الفولاذ المقاوم للصدأ على هيئة صفائح، ألواح، قضبان، أسلاك، وأنابيب، ويستخدم في أدوات الطهي، أدوات المائدة، الأدوات الجراحية، الأجهزة المنزلية الكبيرة، المركبات، مواد البناء في المباني الضخمة، المعدات الصناعية (مثل مصانع الورق، المصانع الكيميائية، محطات معالجة المياه)، وكذلك في خزانات وصهاريج تخزين المواد الكيميائية والمنتجات الغذائية. بعض الدرجات من الفولاذ المقاوم للصدأ مناسبة أيضًا للتشكيل بالحدادة أو بالصب.
تتميز قابلية تنظيف الفولاذ المقاوم للصدأ بيولوجيًا بأنها أفضل من الألمنيوم والنحاس، ومماثلة للزجاج. وقد أدت هذه القابلية، إلى جانب قوته ومقاومته للتآكل، إلى استخدامه على نطاق واسع في مصانع الأدوية ومعالجة الأغذية.
تُصنّف الأنواع المختلفة من الفولاذ المقاوم للصدأ برقم مكوّن من ثلاث خانات وفقًا لتصنيف AISI (المعهد الأمريكي للحديد والصلب). كما تُدرج المواصفة القياسية ISO 15510 التركيبات الكيميائية للفولاذ المقاوم للصدأ وفقًا للمعايير المعتمدة في أنظمة ISO وASTM وEN وJIS وGB، ضمن جدول مفيد للمقارنة والتكافؤ.

## الخصائص

### مقاومة التآكل
رغم أن الفولاذ المقاوم للصدأ قد يصدأ، إلا أن هذا الصدأ يؤثر فقط على الطبقات الخارجية القليلة من الذرات، حيث يعمل محتواه من الكروم على حماية الطبقات الأعمق من الأكسدة. يساهم أيضًا إضافة النيتروجين في تحسين مقاومة التآكل النقطي وزيادة القوة الميكانيكية. ولهذا السبب، توجد العديد من درجات الفولاذ المقاوم للصدأ التي تحتوي على نسب متفاوتة من الكروم والموليبدينوم لتتناسب مع البيئات المختلفة التي قد يتعرض لها السبيكة. ويمكن تعزيز مقاومة التآكل بشكل أكبر من خلال الوسائل التالية:
- زيادة محتوى الكروم إلى أكثر من 11%.[1]
- إضافة النيكل بنسبة لا تقل عن 8%.[1]
- إضافة الموليبدينوم (والذي يعزز أيضًا مقاومة التآكل النقطي).[1]

### المتانة / القوة
يمتلك النوع الأكثر شيوعًا من الفولاذ المقاوم للصدأ (وهو 304) مقاومة خضوع للشد تبلغ حوالي 210 ميغاباسكال (30,000 رطل لكل بوصة مربعة) في حالة التطويع. ويمكن تقويته من خلال التشغيل على البارد ليصل إلى مقاومة 1,050 ميغاباسكال (153,000 رطل لكل بوصة مربعة) في حالة الصلابة الكاملة.
أقوى أنواع الفولاذ المقاوم للصدأ المتوفرة تجاريًا هي السبائك المعالجة بالتقسية بالترسيب، مثل 17-4 PH وCustom 465، حيث يمكن معالجتها حراريًا لتصل إلى مقاومة خضوع للشد تصل إلى 1,730 ميغاباسكال (251,000 رطل لكل بوصة مربعة).

### نقطة الانصهار
تتراوح نقطة انصهار الفولاذ المقاوم للصدأ بين 1,325 و1,530 درجة مئوية (2,417 إلى 2,786 درجة فهرنهايت)، وذلك اعتمادًا على نوع السبيكة، وهي قريبة من نقطة انصهار الفولاذ العادي، وأعلى بكثير من الألمنيوم أو النحاس.

### الموصيلية
يُعتبر الفولاذ المقاوم للصدأ ناقلًا نسبيًا ضعيفًا للكهرباء مثل الفولاذ العادي، حيث يتمتع بخواص توصيل كهربائي أقل بكثير من النحاس. وبشكل خاص، تنشأ مقاومة الاتصال الكهربائي في الفولاذ المقاوم للصدأ نتيجة وجود طبقة أكسيد واقية كثيفة، مما يحد من وظيفته في تطبيقات الموصلات الكهربائية. تميل سبائك النحاس والموصلات المطلية بالنيكل إلى إظهار قيم مقاومة اتصال كهربائي أقل، ولذلك تُعتبر مواد مفضلة لهذه التطبيقات. ومع ذلك، تُستخدم موصلات الفولاذ المقاوم للصدأ في الحالات التي تكون فيها مقاومة الاتصال الكهربائي معيارًا أقل أهمية في التصميم ويتطلب الأمر مقاومة للتآكل، مثل درجات الحرارة العالية والبيئات المؤكسدة.

### المغناطيسية
الفولاذ المقاوم للصدأ من الأنواع المارتنزيتية (Martensitic) والحديدية (Ferritic) والدوبلكس (Duplex) هو فولاذ مغناطيسي، في حين أن الفولاذ الأوستنيتي (Austenitic) يكون عادة غير مغناطيسي. يرجع المغناطيسية في الفولاذ الحديدي إلى بنيته البلورية المكعبة ذات التمركز الحجمي، حيث تتموضع ذرة حديد في مركز المكعب المكوّن من ذرات حديد في زوايا المكعب. هذه الذرة المركزية هي المسؤولة عن الخواص المغناطيسية للفولاذ الحديدي. وهذا الترتيب البلوري أيضًا يحدّ من كمية الكربون التي يمكن أن يمتصها الفولاذ إلى حوالي 0.025% فقط.
تم تطوير درجات فولاذية ذات مجال قسري منخفض لاستخدامها في الصمامات الكهربائية للأجهزة المنزلية، وفي أنظمة الحقن لمحركات الاحتراق الداخلي. بعض التطبيقات، مثل أجهزة التصوير بالرنين المغناطيسي، تتطلب استخدام مواد غير مغناطيسية. أما الفولاذ الأوستنيتي، والذي يكون عادة غير مغناطيسي، فيمكن أن يكتسب خواصًا مغناطيسية خفيفة من خلال التصلب بالتشغيل وفي بعض الأحيان، إذا تم ثني أو قطع الفولاذ الأوستنيتي، فقد تظهر المغناطيسية على الحواف نتيجة إعادة ترتيب البنية البلورية.

### مقاومة التآكل
الالتحام، والذي يُعرف أحيانًا بـ"اللحام البارد"، هو نوع حاد من التآكل اللاصق يحدث عندما تنزلق سطحان معدنيان متقابلان تحت ضغط عالٍ. وتكون مثبتات الفولاذ المقاوم للصدأ من النوع الأوستنيتي معرضة بشكل خاص لهذه الظاهرة، إلا أن سبائك أخرى مثل الألمنيوم والتيتانيوم، التي تُكوّن طبقة أكسيد واقية بشكل طبيعي، يمكن أن تتعرض لها أيضًا. عند وجود انزلاق قوي، قد تتعرض الطبقة الأكسيدية على السطح للتشوه أو الانكسار أو الإزالة، مما يؤدي إلى انكشاف المعدن النشط تحته. وإذا كان السطحان مصنوعين من نفس المادة، فإن المناطق المكشوفة يمكن أن تلتحم بسهولة، مما يجعل فصلها لاحقًا صعبًا وقد يؤدي إلى تمزق الأسطح أو حتى تعطل كامل للمثبتات أو الأجزاء المعدنية.
يمكن الحد من هذه الظاهرة باستخدام مواد مختلفة في نقاط التلامس، مثل البرونز مع الفولاذ المقاوم للصدأ، أو باستخدام أنواع مختلفة من الفولاذ المقاوم للصدأ، كالجمع بين المارتنسيتي والأوستنيتي. كما أن استخدام مواد تشحيم في الوصلات الملولبة يساعد على تكوين طبقة فاصلة تقلل من خطر الالتحام. وتُظهر سبائك Nitronic 60، التي تُنتج بإضافة منغنيز وسيليكون ونيتروجين بطريقة سباكة انتقائية، مقاومة أعلى لهذه المشكلة.

### الكثافة
تتراوح كثافة الفولاذ المقاوم للصدأ بين 7.5 و8.0 غرام/سم³ (0.27 إلى 0.29 رطل/بوصة³) اعتمادًا على نوع السبيكة.

## العائلات

### الأوستنيتي
أو كما يعرف بالسلسلة (200) و(300) ، إن سبائك هذه المجموعة هي أكثر أنواع الفولاذ المقاوم للصدأ استعمالا نظرا لما تمتاز به من خواص ميكانيكية ومقاومة تآكل جيدتين ويمكن أن تكون ملحومة كما أنها غير مغناطيسية ولا تتصلد عند التبريد السريع ذلك لاحتوائها المنغنيز والنيكل والنتروجين.
- السلسلة (200) :
  - النوع (200) يعد مناسباً للأعمال الشاقة في درجات الحرارة المنخفضة.
  - النوع (202) فهو الفولاذ المقاوم للصدأ للغرض العام. وبسبب انخفاض مستوى النيكل وزيادة المنغنيز فذلك يجعل من هذا النوع من الفولاذ المقاوم للصدأ ضعيف تجاه مقاومة التآكل.[15]
- السلسلة (300) :
  - النوع (304) يعتبر أول وأكثر الأنواع استخداماً ويُعرف أيضاً باسم 18/8 لكونه يتكون من 18٪ كروم و 8٪ نيكل.[16]
  - النوع (306) يعد ثاني أكثر أنواع السلسلة (300) استخداماً، ويستخدم بشكل أساسي نتيجة قدرته العالية على مقاومة التآكل لكونه يحتوي على 18٪ من كروم و 10٪ نيكل ولهذا السبب فهو يُعرف أيضاً باسم الفولاذ (18/10) ، وغالبا ما يُستخدم في السكاكين وتجهيزات المطابخ ذات الجودة العالية.

وبشكل عام، فهذا النوع من الفولاذ المقاوم للصدأ يمتاز بعدة خصائص يجعله الخيار الأنسب في الحالات التي تكون فيها الأوساط مساعدة على التآكل وفي مختلف العمليات الصناعية ولأغراض البناء وفي أدوات المطبخ والأواني المنزلية وفي صناعة الأدوية وفي الأغراض التي تتطلب عدم حصول صدأ مهما كانت درجته ومن أكثر سبائك هذه المجموعة استعمالا ونفعا هي السبائك 304 و 304L و 316 و 347 إضافة إلى carpente 20.

### الفيريتي
يحتوي هذا النوع على نسبة عالية من الكروم مقارنة مع الأنواع الأخرى مما تؤدي إلى استقرارية الفيرّيت كما أنه غير قابل للتصليد. ومن أشهر أنواع سبائك هذه المجموعة هي (السبيكة 430) والتي تتميز بمقاومة تآكل جيدة في الجو، لذات فإنها تستعمل بشكل واسع في صناعة أجزاء زخارف السيارات وفي مصانع أكسدة الأمونيا وفي صناعة أدوات الطعام المنزلية مثل الصحون والقدور وكذلك الثلاجات والغسالات ... الخ، أما النوعان (422) و(446) يتميزان بمقاومة الكبريت نظرا لوجود نسبة عالية من الكروم.
وحديثا ظهر نوع آخر لهذه المجموعة وهو الفولاذ المقاوم للصدأ الفرّيتي العالي النقاوة الذي يحتوي نسبة ضئيلة جدا من الكربون والنتروجين وأهم ما يمتاز به هو الخواص الميكانيكية العالية لمنطقة اللحام التي تفتقر إليها السبائك الأخرى.
وأهم المظاهر الحسنة لسبائك هذه المجموعة هي مقاومتها للتآكل الإجهادي خاصة في الماء الذي يحتوي على الكلوريدات.

### المارتنسيتي
تسمى هذه المجموعة بهذا الاسم لكونها لها قابلية على تكوين المارتنسايت عند تبريدها تبريدا سريعا من الحالة التي يكون تكوينها أوستنيت، أي من درجات الحرارة العالية. تتميز سبائك هذه المجموعة باحتوائها على الكربون ولها ممغنطة وقابلية اللحام منخفضة، ومقاومة تآكل معتدلة، حيث أن مقاومة التآكل لسبائك هذه المجموعة هي أقل من سبائك المجموعتين الثانية والثالثة، كما أن مقاومة الشد والصلادة لها تكون عالية لذلك فهي تستخدم في الأغراض التي تتطلب مقاومة شد وصلادة عاليتين ومقاومة تآكل معتدلة نسبيا.
تستخدم في صناعة أجزاء الصمامات ومحامل الكريات مثل السبيكة 440 وتستخدم أيضا السبيكة 420 لصناعة الأدوات الجراحية.

## مقاومة التآكل
على عكس الفولاذ الكربوني، فإن الفولاذ المقاوم للصدأ لا يتعرض للتآكل المنتظم عند تعرضه للبيئات الرطبة. فالفولاذ الكربوني غير المحمي يصدأ بسهولة عند تعرضه لمزيج من الهواء والرطوبة، مما يؤدي إلى تكوّن طبقة سطحية من أكسيد الحديد، وهي طبقة مسامية وهشّة. بالإضافة إلى ذلك، فإن أكسيد الحديد يشغل حجماً أكبر من الفولاذ الأصلي، مما يؤدي إلى تمدد هذه الطبقة وتقشرها وسقوطها، وهو ما يعرّض الفولاذ الأساسي لمزيد من التآكل.
في المقابل، يحتوي الفولاذ المقاوم للصدأ على كمية كافية من الكروم تجعله يخضع لعملية "التخميل" (passivation)، حيث يتكوّن تلقائيًا غشاء سطحي رقيق جدًا وخامل من أكسيد الكروم نتيجة تفاعله مع الأكسجين الموجود في الهواء أو حتى الكميات الضئيلة من الأكسجين المذاب في الماء. يعمل هذا الغشاء التخميلي على منع استمرار التآكل من خلال حجب وصول الأكسجين إلى سطح الفولاذ، وبالتالي يمنع انتشار التآكل إلى داخل المعدن. هذا الغشاء يتميّز بقدرته على إصلاح نفسه تلقائيًا، حتى عند تعرضه للخدش أو الاضطراب المؤقت بسبب ظروف تتجاوز مقاومة التآكل الطبيعية لنوعية الفولاذ المستخدمة.
تعتمد مقاومة هذا الغشاء للتآكل على التركيب الكيميائي للفولاذ المقاوم للصدأ، وبشكل رئيسي على محتوى الكروم فيه. من الشائع التمييز بين أربعة أنواع من التآكل:
- التآكل المنتظم
- التآكل الموضعي (التنقيري)
- التآكل الجلفاني
- تصدع التآكل الإجهادي ()

ويمكن أن يحدث أي من هذه الأنواع إذا لم تكن درجة (نوعية) الفولاذ المقاوم للصدأ مناسبة للبيئة التي يُستخدم فيها.

### التآكل الناتج عن الإجهاد
يحدث تصدع التآكل الإجهادي (SCC) نتيجة اجتماع إجهاد الشد مع بيئة تآكلية، ويمكن أن يؤدي إلى فشل مفاجئ وغير متوقَّع في أحد مكونات الفولاذ المقاوم للصدأ. وقد يحدث هذا النوع من التآكل عند توفر ثلاثة شروط:
- أن يحتوي الجزء المعدني على إجهادات شد، سواء كانت مطبقة خارجيًا أو متبقية داخليًا.
- أن يكون الجزء موجودًا في بيئة تآكلية.
- أن يكون الفولاذ المقاوم للصدأ المستخدم عرضة لتصدع التآكل الإجهادي.

يمكن منع حدوث تصدع التآكل الإجهادي من خلال إزالة أحد هذه الشروط الثلاثة.
تسلسل آلية حدوث تصدع التآكل الإجهادي:
- يحدث تنقير (تآكل موضعي صغير).
- تبدأ الشقوق بالتكوّن من موقع التنقير.
- تنتشر الشقوق داخل المعدن إما بشكل عبر الحبيبات (transgranular) أو بين الحبيبات (intergranular).
- يحدث في النهاية فشل في الجزء المعدني.

### التآكل الجلفاني
التآكل الجلفاني (ويُسمى أيضًا "تآكل المعادن غير المتشابهة")، يشير إلى الضرر الناتج عن التآكل الذي يحدث عندما يتم ربط مادتين غير متماثلتين في إلكتروليت تآكلي. أكثر الإلكتروليتات شيوعًا هو الماء، ويتراوح من الماء العذب إلى ماء البحر. فعندما يتكوَّن زوج جلفاني، تصبح إحدى المادتين في الزوج هي الأنود وتتعرض للتآكل بمعدل أسرع مما لو كانت بمفردها، بينما تصبح الأخرى كاثودًا وتتعرض للتآكل بمعدل أبطأ مما لو كانت بمفردها. ونظرًا لأن الفولاذ المقاوم للصدأ يمتلك جهد قطب كهربائي (إلكترودي) أكثر إيجابية — على سبيل المثال بالمقارنة مع الفولاذ الكربوني أو الألمنيوم — فإنه يصبح الكاثود، مما يُسرّع تآكل المعدن الأنودي.
مثال على ذلك هو تآكل المسامير المصنوعة من الألمنيوم التي تُستخدم لتثبيت صفائح من الفولاذ المقاوم للصدأ عندما تكون في تماس مع الماء.
تعتبر النسبة النسبية بين المساحات السطحية للأنود والكاثود مهمة جدًا في تحديد معدل التآكل. ففي المثال السابق، مساحة سطح المسامير صغيرة مقارنة بمساحة سطح صفيحة الفولاذ المقاوم للصدأ، مما يؤدي إلى تآكل سريع. ومع ذلك، إذا استُخدمت مسامير من الفولاذ المقاوم للصدأ لتجميع صفائح من الألمنيوم، فإن التآكل الجلفاني سيكون أبطأ بكثير، لأن كثافة التيار الجلفاني على سطح الألمنيوم ستكون أقل بعدة مراتب أسّية (أوامر حجمية).
خطأ شائع هو تجميع صفائح الفولاذ المقاوم للصدأ باستخدام مسامير من الفولاذ الكربوني؛ بينما في المقابل، استخدام الفولاذ المقاوم للصدأ لتثبيت صفائح من الفولاذ الكربوني يُعد مقبولًا في العادة.
توفير عزل كهربائي بين المعدنين المختلفين، كلما أمكن، يُعد إجراءً فعالًا في الوقاية من هذا النوع من التآكل.

### التآكل في درجات الحرارة العالية
تتفاعل جميع المعادن مع الغازات الساخنة عند درجات الحرارة المرتفعة. أكثر خليط غازي شائع في درجات الحرارة العالية هو الهواء، والذي يُعدّ الأوكسجين أكثر مكوناته تفاعلًا. لتجنب التآكل في الهواء، يُقتصر استخدام الفولاذ الكربوني على درجة حرارة تقارب 480 درجة مئوية (900 درجة فهرنهايت). مقاومة الأكسدة في الفولاذ المقاوم للصدأ تزداد مع إضافة الكروم، والسيليكون، والألمنيوم. كما أن الإضافات الصغيرة من السيريوم والإيتريوم تزيد من تماسك طبقة الأكسيد على السطح. إضافة الكروم تظل الوسيلة الأكثر شيوعًا لزيادة مقاومة التآكل في درجات الحرارة العالية في الفولاذ المقاوم للصدأ؛ حيث يتفاعل الكروم مع الأوكسجين لتشكيل قشرة من أكسيد الكروم، والتي تقلل من انتشار الأوكسجين داخل المادة.
الحد الأدنى البالغ 10.5% من الكروم في الفولاذ المقاوم للصدأ يوفر مقاومة حتى درجة حرارة تقارب 700 درجة مئوية (1300 درجة فهرنهايت)، بينما توفر نسبة 16% من الكروم مقاومة تصل إلى حوالي 1200 درجة مئوية (2200 درجة فهرنهايت). النوع 304، وهو أكثر درجات الفولاذ المقاوم للصدأ شيوعًا بنسبة كروم تبلغ 18%، مقاوم لدرجات حرارة تصل إلى 870 درجة مئوية (1600 درجة فهرنهايت). غازات أخرى، مثل ثاني أكسيد الكبريت، كبريتيد الهيدروجين، أول أكسيد الكربون، والكلور، تهاجم أيضًا الفولاذ المقاوم للصدأ.
مقاومة الفولاذ المقاوم للصدأ لهذه الغازات تعتمد على نوع الغاز، ودرجة الحرارة، ومحتوى السبيكة من العناصر المضافة. مع إضافة ما يصل إلى 5% من الألمنيوم، تُصمم الدرجات الفريتيّة من الفولاذ (Fe-Cr-Al) لأغراض المقاومة الكهربائية ومقاومة الأكسدة في درجات الحرارة المرتفعة. تشمل هذه السبائك كانثال (Kanthal)، والتي تُنتج على شكل أسلاك أو شرائط.

## اللحام / الربط
يتوفر نطاق واسع من عمليات الوصل (الربط) للفولاذ المقاوم للصدأ، لكن اللحام يُعد الأكثر شيوعًا بفارق كبير. تعتمد سهولة اللحام بشكل كبير على نوع الفولاذ المقاوم للصدأ المستخدم. فالفولاذ الأوستنيتي هو الأسهل في اللحام باستخدام القوس الكهربائي، وتكون خصائص اللحام مشابهة لتلك الموجودة في المعدن الأساسي (غير المشغول على البارد). الفولاذ المارتنسيتي يمكن أيضًا لحامه بالقوس الكهربائي، ولكن نظرًا لأن منطقة تأثر الحرارة ومنطقة الانصهار تتشكلان كـمارتنسيت عند التبريد، يجب اتخاذ احتياطات لتجنب تشقق اللحام.
قد تؤدي ممارسات اللحام غير السليمة أيضًا إلى ما يُعرف بـ"التحلية" أو تكوّن أكسيد سميك على الجهة الخلفية للحام. ويمكن منع ذلك باستخدام غازات تطهير خلفية، أو ألواح دعم، أو مواد تدفق. في الغالب يتطلب الأمر معالجة حرارية بعد اللحام، وأحيانًا تسخينًا مسبقًا قبل اللحام حسب الحالة.
في حالة لحام الفولاذ الفيريتِّي من النوع 430 بالقوس الكهربائي، يؤدي ذلك إلى نمو حبيبي في منطقة تأثر الحرارة، مما يُسبب هشاشة في المادة. وقد تم تجاوز هذه المشكلة بشكل كبير باستخدام درجات الفولاذ الفيريتِّي المثبّتة، حيث تُكوِّن عناصر مثل النيوبيوم، والتيتانيوم، والزركونيوم رواسب تمنع نمو الحبيبات. يعتبر لحام الفولاذ المزدوج باستخدام القوس الكهربائي ممارسة شائعة، ولكنها تتطلب تحكمًا دقيقًا في معايير العملية. وإلا فإن ترسيب أطوار بين فلزية غير مرغوبة قد يحدث، مما يؤدي إلى انخفاض متانة اللحام.
تشمل عمليات اللحام بالقوس الكهربائي:
- لحام القوس المعدني بالغاز (MIG/MAG)
- لحام القوس التنغستني بالغاز (TIG)
- لحام القوس بالبلازما
- لحام القوس بالقلب المتدفق (Flux-cored arc welding)
- لحام القوس المعدني المحمي (بقطب مغطى)
- اللحام القوسي المغمور (Submerged arc welding)

وتُعد طرق MIG، MAG، وTIG الأكثر شيوعًا.
تشمل عمليات اللحام الأخرى:
- لحام البرشام (Stud welding)
- اللحام النقطي بالمقاومة (Resistance spot welding)
- اللحام الخطي بالمقاومة (Resistance seam welding)
- اللحام الوميضي (Flash welding)
- اللحام بأشعة الليزر (Laser beam welding)
- اللحام بالأوكسي أسيتيلين (Oxy-acetylene welding)

يمكن أيضًا ربط الفولاذ المقاوم للصدأ باستخدام مواد لاصقة مثل السيليكون، البوليمرات المعدلة بالسيلان، والإيبوكسي. وتُستخدم المواد اللاصقة الأكريلية والبولي يوريثان في بعض الحالات أيضًا.

## الإنتاج
معظم إنتاج الفولاذ المقاوم للصدأ في العالم يتم بواسطة العمليات التالية:
- فرن القوس الكهربائي (EAF): يتم صهر خردة الفولاذ المقاوم للصدأ، وخردة الحديد الأخرى، وسبائك الحديد (Fe Cr، Fe Ni، Fe Mo، Fe Si) معًا. ثم يُصب المعدن المنصهر في صينية نقل ويُنقل إلى عملية نزع الكربون بالأرجون والأكسجين (AOD) (انظر أدناه).

- نزع الكربون بالأرجون والأكسجين (AOD): يتم إزالة الكربون من الفولاذ المنصهر عن طريق تحويله إلى غاز أول أكسيد الكربون، كما تُجرى تعديلات تركيبية أخرى لتحقيق التركيب الكيميائي المطلوب.

- الصب المستمر (CC): يتم تصلب المعدن المنصهر إلى ألواح لمنتجات مسطحة (يبلغ القسم النموذجي 20 سنتيمترًا (7.9 إنش) سمكًا و2 متر (6.6 قدم) عرضًا) أو قضبان شبه نهائية (تختلف الأبعاد بشكل واسع، ولكن المتوسط هو 25 × 25 سنتيمترًا (9.8 × 9.8 إنش)).

- الطرق الحار (HR): تُعاد تسخين الألواح والقضبان شبه النهائية في فرن ثم تُطرق حارًا. يقلل الطرق الحار من سمك الألواح لإنتاج لفائف بسمك حوالي 3 ملم (0.12 إنش). أما القضبان شبه النهائية، فتُطرق إلى قضبان تُقطع إلى أطوال عند مخرج مطحنة الطرق، أو إلى أسلاك تُلف على شكل لفائف.

- التشطيب البارد (CF) يعتمد على نوع المنتج الجاري تشطيبه:

1. تُنقع اللفات الحارة في محاليل حمضية لإزالة طبقة الأكسيد على السطح، ثم تُطرق باردًا في مطاحن سيندزيمير وتُعالج حراريًا في جو حماية حتى يتم الوصول إلى السمك المطلوب وجودة السطح. يمكن تنفيذ عمليات إضافية مثل التقطيع وتشكيل الأنابيب في منشآت لاحقة.
2. تُستوى القضبان الحارة، ثم تُصنَّع ميكانيكيًا لتصل إلى التسامح واللمسة النهائية المطلوبة.
3. تُعالج لفائف الأسلاك لاحقًا لإنتاج قضبان مشطوفة على مناضد السحب، وربطات على ماكينات صنع البراغي، وأسلاك على ماكينات السحب ذات المرحلة الواحدة أو المتعددة.

يتم نشر أرقام إنتاج الفولاذ المقاوم للصدأ عالميًا سنويًا من قبل المنتدى الدولي للفولاذ المقاوم للصدأ. من بين أرقام إنتاج الاتحاد الأوروبي، كانت إيطاليا وبلجيكا وإسبانيا بارزة، في حين لم تنتج كندا والمكسيك أي كمية. أما الصين واليابان وكوريا الجنوبية وتايوان والهند والولايات المتحدة وإندونيسيا فكانت من المنتجين الكبار، بينما أبلغت روسيا عن إنتاج قليل.

## التطبيقات
يُستخدم الفولاذ المقاوم للصدأ في العديد من المجالات، بما في ذلك: الهندسة المعمارية، والفنون، والهندسة الكيميائية، وصناعة الأغذية والمشروبات، والمركبات، والطب، والطاقة، والأسلحة النارية.

## تكلفة دورة الحياة
غالبًا ما يؤدي استخدام الفولاذ المقاوم للصدأ في المشاريع إلى تقليل تكلفة دورة الحياة مقارنةً بالمواد الأخرى. إذ يتم تعويض التكلفة المرتفعة لاقتناء مكونات الفولاذ المقاوم للصدأ بتحسينات في تكاليف التشغيل والصيانة، وتقليل خسائر الإنتاج، بالإضافة إلى ارتفاع قيمة إعادة البيع لهذه المكونات.
عادةً ما تقتصر حسابات تكلفة دورة الحياة على المشروع نفسه. ومع ذلك، قد تكون هناك تكاليف أخرى قد يرغب أصحاب المصلحة في المشروع في أخذها بعين الاعتبار:
- المرافق الحيوية، مثل محطات توليد الكهرباء، وتزويد المياه ومعالجة مياه الصرف الصحي، والمستشفيات، لا يمكن إيقافها عن العمل. وأي أعمال صيانة ستتطلب تكاليف إضافية لضمان استمرار الخدمة.
- التكاليف المجتمعية غير المباشرة (التي قد تتسبب بعواقب سياسية محتملة) قد تنشأ في بعض الحالات، مثل إغلاق أو تقليل حركة المرور على الجسور، مما يؤدي إلى طوابير، وتأخيرات، وفقدان ساعات عمل للناس، وزيادة التلوث الناتج عن المركبات المتوقفة.

## الاستدامة – إعادة التدوير وإعادة الاستخدام
يُقدَّر متوسط البصمة الكربونية للفولاذ المقاوم للصدأ (جميع الدرجات وجميع البلدان) بحوالي 2.90 كجم من ثاني أكسيد الكربون لكل كجم من الفولاذ المقاوم للصدأ المنتج، منها 1.92 كجم ناتجة عن المواد الخام (الكروم، النيكل، الموليبدينوم)؛ و0.54 كجم من الكهرباء والبخار، و0.44 كجم انبعاثات مباشرة (أي من مصنع الفولاذ المقاوم للصدأ نفسه). وتجدر الإشارة إلى أن الفولاذ المقاوم للصدأ المنتج في البلدان التي تستخدم مصادر كهرباء أنظف (مثل فرنسا التي تستخدم الطاقة النووية) سيكون له بصمة كربونية أقل. كما أن الفولاذ الفيريتيني الخالي من النيكل سيكون له بصمة كربونية أقل من الأوستنيتي الذي يحتوي على 8% نيكل أو أكثر. ويجب ألا تكون البصمة الكربونية العامل الوحيد المتعلق بالاستدامة عند اختيار المواد:
- خلال عمر أي منتج، قد تزيد الصيانة، والإصلاحات، أو نهاية العمر المبكرة المخططة من بصمته الكربونية الإجمالية بما يتجاوز اختلافات المواد الأولية.
- بالإضافة إلى ذلك، فقدان الخدمة (عادةً للجسور) قد يسبب تكاليف خفية كبيرة، مثل الطوابير، وهدر الوقود، وضياع ساعات العمل.
- كمية المادة المستخدمة لتقديم خدمة معينة تختلف بحسب الأداء، خصوصًا مستوى القوة، الذي يسمح بهياكل ومكونات أخف وزنًا.

الفولاذ المقاوم للصدأ قابل لإعادة التدوير بنسبة 100%. ويتكون الجسم المتوسط للفولاذ المقاوم للصدأ من حوالي 60% مواد معاد تدويرها، منها نحو 40% مصدرها منتجات نهاية العمر، في حين تأتي الـ60% المتبقية من عمليات التصنيع. ما يمنع ارتفاع نسبة المواد المعاد تدويرها هو توفر خردة الفولاذ المقاوم للصدأ، بالرغم من معدل إعادة تدوير مرتفع جدًا. وفقًا لتقرير "مخزون المعادن في المجتمع" الصادر عن اللجنة الدولية للموارد، يبلغ متوسط مخزون الفرد من الفولاذ المقاوم للصدأ المستخدم في المجتمع بين 80 إلى 180 كجم (180 إلى 400 رطل) في البلدان المتقدمة، و15 كجم (33 رطل) في البلدان الأقل تقدمًا. هناك سوق ثانوية تعيد تدوير الخردة القابلة للاستخدام للعديد من أسواق الفولاذ المقاوم للصدأ. وتكون المنتجات غالبًا لفائف، صفائح، وقطع جاهزة. تُشترى هذه المواد بسعر أقل من السعر الأساسي وتُباع إلى شركات الختم التجاري وورش الصفائح المعدنية. قد تحتوي هذه المواد على خدوش أو حفر أو انبعاجات، لكنها تُصنع حسب المواصفات الحالية.
يبدأ دورة الفولاذ المقاوم للصدأ بخردة الصلب الكربوني، والمعادن الأولية، والخبث. الخطوة التالية هي إنتاج منتجات الصلب المدرفلة على الساخن والمصقولة على البارد في مصانع الصلب. يتم إنتاج بعض الخردة التي تُعاد مباشرة للاستخدام في ورشة الصهر. تصنيع المكونات هو الخطوة الثالثة، حيث تُنتج بعض الخردة وتدخل في حلقة إعادة التدوير. تجميع المنتجات النهائية واستخدامها لا يسبب فقدًا ماديًا. الخطوة الرابعة هي جمع الفولاذ المقاوم للصدأ لإعادة التدوير عند نهاية عمر المنتجات (مثل أدوات المطبخ، مصانع اللب والورق، أو قطع السيارات). وهنا تكمن الصعوبة الأكبر في إدخال الفولاذ المقاوم للصدأ في حلقة إعادة التدوير، كما هو موضح في الجدول التالي:
| قطاع الاستخدام النهائي         | 2000 | 2005 | متوسط العمر (بالسنوات) | معامل التباين | إلى مكب النفايات | تم جمعه لإعادة التدوير – المجموع | منه كفولاذ مقاوم للصدأ | منه كفولاذ كربوني |
| ------------------------------ | ---- | ---- | ---------------------- | ------------- | ---------------- | -------------------------------- | ---------------------- | ----------------- |
| البناء والبنية التحتية         | 17%  | 18%  | 50                     | 30%           | 8%               | 92%                              | 95%                    | 5%                |
| النقل (الإجمالي)               | 21%  | 18%  | —                      | —             | 13%              | 87%                              | 85%                    | 15%               |
| منها: السيارات الخاصة          | 17%  | 14%  | 14                     | 15%           | —                | —                                | —                      | —                 |
| منها: أخرى                     | 4%   | 4%   | 30                     | 20%           | —                | —                                | —                      | —                 |
| الآلات الصناعية                | 29%  | 26%  | 25                     | 20%           | 8%               | 92%                              | 95%                    | 5%                |
| الأجهزة المنزلية والإلكترونيات | 10%  | 10%  | 15                     | 20%           | 30%              | 70%                              | 95%                    | 5%                |
| السلع المعدنية                 | 23%  | 27%  | 15                     | 25%           | 40%              | 60%                              | 80%                    | 20%               |

## الفولاذ المقاوم للصدأ على النطاق النانوي
تم إنتاج جزيئات نانوية من الفولاذ المقاوم للصدأ في المختبر. وقد يكون لها تطبيقات كمضافات في التطبيقات عالية الأداء. على سبيل المثال، يمكن أن تعزز المعالجات مثل الكبريتة، والفوسفرة، والنيترة لإنتاج محفزات قائمة على الفولاذ المقاوم للصدأ على النطاق النانوي من الأداء التحفيزي الكهربائي للفولاذ المقاوم للصدأ في عملية انقسام الماء.

## الآثار الصحية
هناك أبحاث واسعة تشير إلى احتمال زيادة خطر الإصابة بالسرطان (وخاصة سرطان الرئة) نتيجة استنشاق أبخرة اللحام أثناء لحام الفولاذ المقاوم للصدأ.يُشتبه في أن لحام الفولاذ المقاوم للصدأ ينتج أبخرة مسرطنة تحتوي على أكاسيد الكادميوم والنيكل والكروم. ووفقًا لمجلس السرطان في أستراليا، "في عام 2017، تم تصنيف جميع أنواع أبخرة اللحام كمسرطنات من المجموعة الأولى".ب
يُعتبر الفولاذ المقاوم للصدأ عمومًا مادة غير فعالة بيولوجيًا (خاملة). ومع ذلك، أثناء الطهي، يترشح كميات صغيرة من النيكل والكروم من أدوات الطهي المصنوعة من الفولاذ المقاوم للصدأ الجديدة إلى الأطعمة شديدة الحموضة. يمكن للنيكل أن يساهم في مخاطر الإصابة بالسرطان — خاصة سرطان الرئة وسرطان الأنف. ومع ذلك، لم يتم إثبات أي صلة بين استخدام أدوات الطهي من الفولاذ المقاوم للصدأ والإصابة بالسرطان.